# Miskolci aNime Klub
A Miskolci aNime Klub a japán animáció, képregény, tradicionális és pop-kultúra népszerűsítésére jött létre. Már több mint 5 éve tevékenykedik Miskolcon és környékén. Az agglomeráció legnagyobb klubjaként számos sikeres rendezvényt bonyolított le a heti rendszerességű „meet”-ektől kezdve egészen a több száz fős nagy rendezvényekig. Időnként más egyesületeknek is nyújtanak segítséget rendezvényeik lebonyolításában. Az egyesület programjaihoz tartozik a minden szombaton megrendezendő Miskolci Anime Meet, ahol a japán animációs, tradicionális kultúrát kedvelők találkozhatnak egymással.

## Története
A Miskolci aNime klub 1998-tól van jelen a térségben. Eleinte az interneten összeszerveződött anime érdekeltségű embereket fogott össze. 2001-től szervezett formában minden szombaton klubtalálkozókra került sor a Szinvapark felső szintjén, valamint kirándulásokat és egyéb szabadidős tevékenységeket szerveztek. Ezzel a fajta szervezett klubtevékenységgel a legelsők között volt az országban.
2006. július 15-én bonyolították le első nagy rendezvényünket Miskolcon a Magyar Anime Társasággal közösen, MiskolCon néven. A Tudomány és Technika Házában került sor a megrendezésre, amin több mint 700-an vettek részt. A rendezvényt követően a helyi szervezők közül páran úgy döntöttek, hogy 2006 decemberében megalapítják a Miskolci aNime Klub kulturális egyesületet, amely a japán képregény, rajzfilm és tradicionális kultúra népszerűsítését tűzte ki céljául. Ezután az egyesület tagjai számos más hasonló rendezvények lebonyolításában működtek közre.
2007-től a Magyar Anime Társaság által szervezett animeconokon, valamint több kisebb vidéki animés eseményen is képviseltették magukat. Az így szerzett tapasztalatokra támaszkodva 2008 nyarán szintén a Tudomány és Gazdaság Házában sikeresen megrendezésre került a Matsuri nap rendezvény, amely a Magyar Anime Társaság ötödik születésnapja alkalmából lett megrendezve.
2009 decemberében újabb sikeres rendezvény került megszervezésre Mikkun néven a Földes Ferenc Gimnáziumban. Ezen kívül még számos kisebb rendezvényt szerveztek a fent említett gimnáziumban, mint például a Myoto és a Kyoudouno Kissa rendezvénysorozatuk.
2011-től minden szombat délután színvonalas kikapcsolódási lehetőséget nyújtanak a helyi érdeklődőknek a Klub Miskolcban.

## Rendezvények
| Dátum                | Cím                     |
| -------------------- | ----------------------- |
| 2008. augusztus 23.  | Matsuri nap             |
| 2009. december 5.    | Mikkun                  |
|                      | Myoto                   |
| 2010. november 27.   | I. Kyoudouno Kissa      |
| 2011. február 12.    | II. Kyoudouno Kissa     |
| 2011. június 11.     | III. Kyoudouno Kissa    |
| 2011. augusztus 5-8. | Hollóstetői Anime tábor |
| 2012. április 7.     | IV. Kyoudouno Kissa     |